# 默里·阿什比
默里·阿什比（英語：Murray Ashby，1931年5月12日—1990年11月18日），新西兰男子赛艇运动员。他曾代表新西兰参加1950年和1954年大英帝国和英联邦运动会赛艇比赛，获得二枚银牌。

## 家庭
哥哥克里·阿什比。